# Piketon
Piketon är en ort (village) i Pike County i delstaten Ohio. Orten hette ursprungligen Jefferson och var huvudort i countyt 1815–1845. Piketon hade 2 111 invånare enligt 2020 års folkräkning.